# Liste der Auslandsvertretungen Transnistriens
Dies ist eine Liste der Auslandsvertretungen Transnistriens. Transnistrien ist ein stabilisiertes De-facto-Regime, welches sich nach dem Transnistrienkrieg 1992 von der Republik Moldau löste. Der Staat wird weltweit jedoch von keinem allgemein anerkannten Staat diplomatisch anerkannt. Derzeit unterhält Transnistrien keine Botschaften, sondern nur Vertretungsbüros im Ausland.

## Internationale Vertretungen

### Europa
- Abchasien: Suchum, Vertretungsbüro
- Russland: Moskau, Vertretungsbüro[2]
- Südossetien: Zchinwali, Vertretungsbüro